# Clinton (línea Azul)
Clinton es una estación en la línea Azul del Metro de Chicago. La estación se encuentra localizada en 426 South Clinton Street en Chicago, Illinois. La estación Clinton fue inaugurada el 22 de junio de 1958.  La Autoridad de Tránsito de Chicago es la encargada por el mantenimiento y administración de la estación. Es la estación más profunda del sistema.

## Descripción
La estación Clinton cuenta con 1 plataforma central y 2 vías. 

## Conexiones
La estación es abastecida por las siguientes conexiones: 
- Rutas del CTA Buses: #7 Harrison #11 Lincoln/Sedgwick #60 Blue Island-26th #157 Streeterville/Taylor #192 University of Chicago Hospitals Express